# Gagea granatellii
Gagea granatellii är en liljeväxtart som först beskrevs av Filippo Parlatore, och fick sitt nu gällande namn av Filippo Parlatore. Gagea granatellii ingår i Vårlökssläktet och i familjen liljeväxter. Inga underarter finns listade.